# Valby/Västra Klagstorp BK
Valby/Västra Klagstorp BK var en fotbollsförening från Kroksbäck, Malmö. Föreningen bildades 1 november 1986 genom en fusion mellan Valby BK och Västra Klagstorps BIF. Föreningen bytte namn inför säsongen 2016 till Holma-Kroksbäck IF. 2019 var sista året föreningen deltog i seriespel, då i Division 7 Skåne Sydvästra. 
Hemmamatcher spelades på Holma IP.